# کوهمیز
کوهمیز (به انگلیسی: Mensa) یک صورت فلکی در نیم‌کره جنوبی آسمانی نزدیک قطب سماوی جنوبی است و یکی از چهارده صورت فلکی است که در قرن هجدهم توسط ستاره‌شناس فرانسوی نیکولاس-لوئی دو لاکای طراحی شد. نام لاتین آن ("Mons Mensae") به معنی "کوه میز" است و در اصل برای بزرگداشت کوه تیبل (کوه میز در آفریقای جنوبی) مشخص شده است. این صورت فلکی یکی از صورت‌های فلکی تعیین‌شده توسط اتحادیه بین‌المللی اخترشناسی است و بخشی به شکل گوه با مساحت ۱۵۳٫۵ درجه مربع در آسمان را پوشش می‌دهد. به‌جز صورت فلکی هشتک، که نزدیک‌ترین به قطب جنوب است، این صورت فلکی جنوبی‌ترین صورت فلکی است و تنها در جنوب مدار ۵ درجه شمالی از نیم‌کره شمالی قابل مشاهده است.
کوهمیز یکی از کم‌نورترین صورت‌های فلکی در آسمان شب است و هیچ ستاره روشنی در آن دیده نمی‌شود—پرنورترین ستاره آن، آلفا کوهمیز، به سختی در آسمان‌های شهری قابل رؤیت است. بخشی از ابر ماژلانی بزرگ، چند خوشه ستاره‌ای و یک اختروش در محدوده این صورت فلکی قرار دارند و حداقل سه سیستم ستاره‌ای آن دارای سیاره فراخورشیدی هستند.

## تاریخچه
کوهمیز در ابتدا به نام "Montagne de la Table" یا "Mons Mensae" نامیده شد. این صورت فلکی توسط نیکولاس-لوئی دو لاکای از ستاره‌های کم‌نور نیم‌کره جنوبی آسمان، برای گرامیداشت کوه تیبل، کوهی در آفریقای جنوبی که مشرف به کیپ‌تاون است، ایجاد شد. او به یاد داشت که نوار ماژلانی گاهی به عنوان ابرهای کیپ شناخته می‌شدند و اینکه کوه تیبل هنگام وزیدن باد طوفانی جنوب‌شرقی اغلب در ابرها پوشیده می‌شد. به همین دلیل، او «میزی» در آسمان زیر ابرها ایجاد کرد. لاکای در طی اقامت دو ساله خود در دماغه امید نیک، ۱۰٬۰۰۰ ستاره نیم‌کره جنوبی را مشاهده و دسته‌بندی کرد. او ۱۴ صورت فلکی جدید در مناطق ناشناخته نیم‌کره جنوبی آسمان که از اروپا قابل مشاهده نبود، طراحی کرد. کوهمیز تنها صورت فلکی او بود که به جای یک ابزار نمادین عصر روشنگری، به یک مکان جغرافیایی اختصاص داده شد. سر جان هرشل در سال ۱۸۴۴ پیشنهاد کرد که نام آن به یک کلمه کوتاه شود و یادآور شد که خود لاکای برخی از صورت‌های فلکی‌اش را اینگونه کوتاه کرده بود.
هرچند که ستاره‌های کوهمیز در هیچ اسطوره باستانی ذکر نشده‌اند، کوهی که این صورت فلکی به نام آن نامیده شده است، اسطوره‌های غنی دارد. این کوه در زبان‌های هلندی و آلمانی "Tafelberg" (میزکوه) نامیده می‌شود و دو کوه مجاور آن به نام‌های "قله شیطان" و "سرِ شیر" شناخته می‌شوند. کوه تیبل در اسطوره‌های دماغه امید نیک که به‌خاطر طوفان‌هایش بدنام است، نقش دارد. کاوشگر بارتولومئو دیاس این کوه را به‌عنوان یک سندان اسطوره‌ای برای طوفان‌ها می‌دید.

## ویژگی‌ها
کوهمیز با ماهی زرین در شمال، آبمار در شمال‌غرب و غرب، هشتک در جنوب، آفتاب‌پرست در شرق و ماهی پرنده در شمال‌شرق هم‌مرز است. این صورت فلکی با پوشش ۱۵۳٫۵ درجه مربع (۰٫۳۷۲٪ از آسمان شب)، از نظر اندازه در رتبه ۷۵ از ۸۸ صورت فلکی قرار دارد. اختصار سه‌حرفی این صورت فلکی که در سال ۱۹۲۲ توسط IAU پذیرفته شد، "Men" است. مرزهای رسمی این صورت فلکی، که توسط ستاره‌شناس بلژیکی اوژن ژوزف دلپورت در سال ۱۹۳۰ تعیین شده است، توسط یک چندضلعی هشت‌بخشی تعریف می‌شوند. در دستگاه مختصات استوایی، مختصات بعد این مرزها بین 03h 12m 55.9008s و 07h 36m 51.5289s قرار دارند، در حالی که مختصات میل بین °۸۵٫۲۶- و °۶۹٫۷۵- است. کل این صورت فلکی برای ناظران جنوب مدار ۵ درجه شمالی قابل مشاهده است.

### ستارگان

#### ستارگان پرنور
لاکای ۱۱ ستاره در صورت فلکی را با نام‌گذاری بایر مشخص کرد و از الفبای یونانی برای نام‌گذاری آن‌ها از آلفا تا لامبدا کوهمیز (به‌جز کاپا) استفاده کرد. بعدها گولد ستارگان کاپا، مو، نو، زی و پی کوهمیز را نیز اضافه کرد. ستارگانی به این کم‌نوری معمولاً نام‌گذاری نمی‌شدند، اما گولد احساس می‌کرد نزدیکی آن‌ها به قطب سماوی جنوبی دلیل کافی برای نام‌گذاری آن‌هاست. آلفا کوهمیز پرنورترین ستاره با قدر ظاهری ۵٫۰۹ است که به‌سختی در آسمان‌های شهری قابل مشاهده است. این ویژگی کوهمیز را به تنها صورت فلکی تبدیل می‌کند که هیچ ستاره‌ای با قدر ظاهری کمتر از ۵٫۰ ندارد. در مجموع، ۲۲ ستاره در مرزهای این صورت فلکی دارای قدر ظاهری برابر یا کمتر از ۶٫۵ هستند.
- آلفا کوهمیز یک ستاره خورشیدسان (با ردهٔ G7V) است که در فاصله ۳۳٫۳۲ ± ۰٫۰۲ سال نوری از زمین قرار دارد.[۱۱] این ستاره حدود ۲۵۰٬۰۰۰ سال پیش در فاصله ۱۱ سال نوری از زمین قرار داشت و در آن زمان به‌طور قابل توجهی پرنورتر بود—تقریباً به قدر ظاهری دوم.[۱۲] یک بیشینه فروسرخ در اطراف این ستاره شناسایی شده است که وجود یک قرص پیراستاره‌ای را در شعاع بیش از ۱۴۷ واحد نجومی نشان می‌دهد. دمای تخمینی این گردوغبار کمتر از ۲۲ کلوین است.[۱۳] با این حال، داده‌های رصدخانه فضایی هرشل نتوانستند این بیشینه را تأیید کنند و این یافته در حالت تردید باقی ماند.[۱۴] تاکنون هیچ همراه سیاره‌ای در اطراف این ستاره کشف نشده است. این ستاره دارای یک همراه کوتوله سرخ است که در فاصله فاصله زاویه‌ای ۳٫۰۵ دقیقه و ثانیه قوسی قرار دارد که معادل فاصله استنباطی تقریبی ۳۰ AU است.[۸][۱۵][۱۶]
- گاما کوهمیز دومین ستاره پرنور این صورت فلکی است که قدر ظاهری ۵٫۱۹ دارد.[۱۷] این ستاره که در فاصله ۱۰۴٫۹ ± ۰٫۵ سال نوری از زمین قرار دارد،[۱۱] یک ستاره مسن (۱۰٫۶ میلیارد ساله) با جرمی حدود ۱٫۰۴ برابر جرم خورشیدی است. شعاع آن به حدود ۵ برابر شعاع خورشیدی افزایش یافته است،[۱۸] و به یک غول نارنجی با رده طیفی K2III تبدیل شده است.[۱۹]
- بتا کوهمیز اندکی کم‌نورتر است و دارای قدر ظاهری ۵٫۳۱ می‌باشد.[۱۷] این ستاره که در فاصله ۶۶۰ ± ۱۰ سال نوری از زمین قرار دارد،[۱۱] یک غول زرد با رده طیفی G8III است و جرمی حدود ۳٫۶ برابر جرم خورشیدی و ۵۱۳ برابر تابندگی خورشید دارد. عمر آن حدود ۲۷۰ میلیون سال تخمین زده شده است[۲۰] و در مقابل ابر ماژلانی بزرگ قرار دارد.[۱۷]
- زتا کوهمیز و اتا کوهمیز دارای بیشینه‌های فروسرخ هستند که نشان‌دهنده وجود قرص پیراستاره‌ای گردوغبار در اطراف آن‌هاست.[۲۱][۲۲] زتا کوهمیز یک غول سفید مسن با رده طیفی A5 III است که حدود ۳۹۴ ± ۴ سال نوری از زمین فاصله دارد.[۱۱][۲۳] اتا کوهمیز یک غول نارنجی با رده طیفی K4 III است[۲۲] که در فاصله ۶۵۰ ± ۱۰ سال نوری از زمین قرار دارد.[۱۱]
- پی کوهمیز یک ستاره خورشیدسان با رده طیفی G1 است که در فاصله ۵۹٫۶۲ ± ۰٫۰۷ سال نوری قرار دارد.[۱۱] در سال ۲۰۰۱، یک همراه جسم زیرستاره‌ای در یک مدار با خروج از مرکز مداری کشف شد.[۲۴] با استفاده از داده‌های دقیق‌تر هیپارکوس، جرم این همراه بین ۱۰٫۲۷ تا ۲۹٫۹ برابر جرم مشتریایی تخمین زده شد. این نتایج تأیید می‌کند که جرم این جسم در محدوده کوتوله قهوه‌ای قرار می‌گیرد.[۲۵] کشف یک همراه زیرستاره‌ای دوم—یک ابرزمین—در ۱۶ سپتامبر ۲۰۱۸ اعلام شد. این سیاره در ۶٫۲۷ روز مدار خود را تکمیل می‌کند و اولین سیاره فراخورشیدی کشف‌شده توسط ماهواره نقشه‌بردار فراخورشیدی گذران (TESS) است که برای انتشار ارائه شده است.[۲۶]

#### ستارگان دارای سیاره
- اچ‌دی ۳۸۲۸۳ (Bubup)[۲۷] یک ستاره خورشیدسان با رده طیفی F9.5V و قدر ظاهری ۶٫۷ است.[۲۸] این ستاره در فاصله ۱۲۴٫۳ ± ۰٫۱ سال نوری قرار دارد.[۱۱] در سال ۲۰۱۱، یک غول گازی با تناوب مداری مشابه زمین (۳۶۳ روز) و جرم حداقل یک‌سوم جرم مشتری با استفاده از طیف‌سنجی داپلر کشف شد.[۲۸]
- اچ‌دی ۳۹۱۹۴ یک کوتوله نارنجی با رده طیفی K0V و قدر ظاهری ۸٫۰۸ است که در فاصله ۸۶٫۲۱ ± ۰٫۰۹ سال نوری قرار دارد.[۱۱] در سال ۲۰۱۱، سه سیاره با مدارهای نزدیک توسط هارپس کشف شدند. این سیارات به ترتیب ۵٫۶، ۱۴ و ۳۴ روز طول می‌کشند تا مدار خود را به دور ستاره تکمیل کنند و جرم حداقل آن‌ها به ترتیب ۳٫۷۲، ۵٫۹۴ و ۵٫۱۴ برابر جرم زمین است.[۲۹]

#### ستارگان متغیر

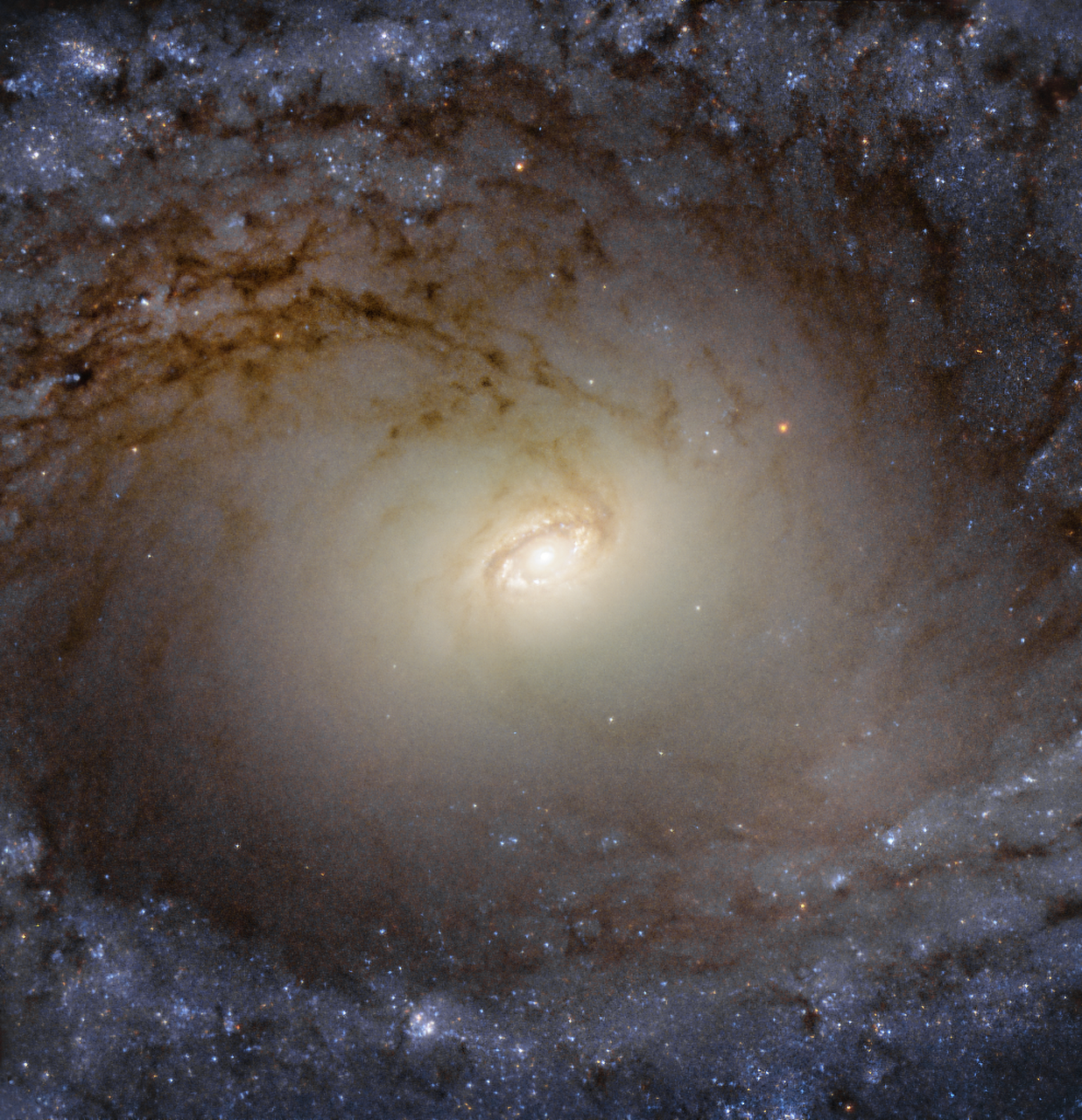
IC 2051 یک کهکشان مارپیچی واقع در کوهمیز.

- تی‌زی کوهمیز یک ستاره دوتایی است که بین قدر ۶٫۲ و ۶٫۹ هر ۸٫۵۷ روز تغییر می‌کند.[۹] این سیستم شامل دو ستاره رشته اصلی نوع A است که به دور یکدیگر در مدار نزدیکی می‌چرخند. یکی از این ستارگان با رده طیفی A0V شعاعی دو برابر خورشید و جرمی ۲٫۵ برابر آن دارد. دیگری که با رده طیفی A8V است، شعاعی ۱٫۴ برابر خورشید و جرمی ۱٫۵ برابر آن دارد.[۳۱]
- وای‌وای کوهمیز یک غول نارنجی با رده طیفی K1III است که جرمی ۲٫۲ برابر خورشید، شعاعی ۱۲٫۷ برابر و تابندگی ۷۰ برابر خورشید دارد. این ستاره که به سرعت می‌چرخد (تناوب ۹٫۵ روز)، یک منبع قوی اشعه ایکس است و به دسته‌ای از ستارگان متغیر تعلق دارد.[۳۲] این ستارگان احتمالاً از ادغام دو ستاره در یک دوتایی پیوسته تشکیل شده‌اند.[۳۳] این ستاره که دارای قدر ظاهری ۸٫۰۵ است، در فاصله ۷۰۷ ± ۶ سال نوری قرار دارد.[۱۱]
- تی‌یو کوهمیز یک متغیر انفجاری است که از یک کوتوله سرخ و کوتوله سفید تشکیل شده است. دوره مداری آن ۲ ساعت و ۴۹ دقیقه است و یکی از طولانی‌ترین تناوب‌های مداری برای سامانه‌های متغیر انفجاری با انفجارهای درخشان‌تر، که با اصطلاح کوهان بزرگ شناخته می‌شوند، محسوب می‌شود. انفجارهای عادی این سامانه باعث افزایش روشنایی به مدت حدود یک روز هر ۳۷ روز می‌شود، در حالی که کوهان‌های بزرگ بین ۵ تا ۲۰ روز طول می‌کشند و هر ۱۹۴ روز رخ می‌دهند.[۳۴]
- ای‌او کوهمیز یک ستاره کم‌نور با قدر ظاهری ۹٫۸ است. این ستاره رشته اصلی نوع کا که ۸۰٪ اندازه و جرم خورشید را دارد،[۳۵] همچنین یک متغیر بی‌وای اژدها است.[۳۶] این ستاره‌ها دارای لکه‌های ستاره‌ای برجسته‌ای هستند که باعث تغییر روشنایی آن‌ها در حین چرخش می‌شود.[۳۷] این ستاره عضوی از گروه روان بتا سه‌پایه است که یک انجمن سست از ستارگان جوان در کهکشان است.[۳۵]

## سایر ستارگان
- WISE 0535−۷۵۰۰ یک منظومه دوگانه متشکل از دو کوتوله قهوه‌ای کوچک با رده‌بندی خنک‌تر از Y1 است که در فاصله ۴۷ ± ۳ سال نوری قرار دارد. این ستاره‌ها که تا به امروز قابل تفکیک نبوده‌اند، به نظر می‌رسد جرمی مشابه دارند—بین ۸ تا ۲۰ برابر جرم مشتری—و کمتر از یک واحد نجومی از هم فاصله دارند.[۳۸]

## اجرام عمق آسمان
ابر ماژلانی بزرگ به‌طور جزئی در مرزهای کوهمیز قرار دارد، هرچند بیشتر آن در همسایگی ماهی زرین واقع شده است. ...